# Hugo Linhard
Hugo Linhard (* 4. März 1896 in Achern; † 2. Oktober 1950 in Pömbsen, Westfalen) war ein deutscher Literatur- und SD-Funktionär. Linhard erlangte Bekanntheit als Generalsekretär des nationalsozialistischen Reichsverbands Deutscher Schriftsteller (RDS).

## Leben und Wirken
Nach dem Schulbesuch erlernte Linhard den Beruf eines Industriekaufmannes. Von 1914 bis 1918 nahm er mit dem Reserve-Feldartillerieregiment 55 am Ersten Weltkrieg teil, in dem er 1918 zum Leutnant befördert wurde. Anschließend gehörte Linhard bis Ende 1920 dem Freikorps Oven an. In den 1920er Jahren verdiente er seinen Lebensunterhalt als Einkäufer. Zum 1. September 1930 trat Linhard der NSDAP bei (Mitgliedsnummer 312.492). 1931 wurde er außerdem in die SS aufgenommen (SS-Nummer 36.109), in der er seit dem Januar 1934 dem Sicherheitsdienst der SS (SD) angehörte.
Als im Rahmen der nationalsozialistischen Gleichschaltung der Reichsverband deutscher Schriftsteller am 9. Juni 1933 gegründet wurde, wurde Linhard Generalsekretär dieser Körperschaft. In dieser Funktion förderte er Schriftsteller, die ideologisch auf der nationalsozialistischen Linie lagen, und belegte Publizisten, die abweichende Auffassungen vertraten, mit Berufsverbot bzw. versagte ihnen die Mitgliedschaft im Reichsverband, die die Voraussetzung war, um während der NS-Zeit publizieren zu dürfen. Als SD-Mitglied war Linhard zugleich Verbindungsmann der Reichskulturkammer zum SD-Hauptamt.
Am 4. Juli 1934 wurde Linhard als Beteiligter an den Morden des 30. Juni 1934 zum SS-Sturmführer befördert. Im März 1938 legte er seine Mitgliedschaft bei SS und SD nieder und trat als Offizier in die Wehrmacht ein. Im Zweiten Weltkrieg wurde er bis zum Oberstleutnant befördert.
Am 5. Mai 1934 heiratete Linhard in erster Ehe Dorothe Richter. Am 3. März 1947 heiratete er in Flensburg in zweiter Ehe Yvonne Hedwig Baronin von Korff (* 13. Februar 1913 in Riga), eine Tochter des Boris Constantin Porter Friedrich von Korff (1883–1946).